# Вервье
Вервье́ (фр. Verviers, валлон. Vervî) — город в Бельгии (Валлония), провинция Льеж.
Расположен в красивой долине и на склоне горы, через город протекает река Весдр. Население (по состоянию на 2014 год) — 55 тыс. жителей.
Название населенного пункта впервые упоминается в XII веке. Некогда Вервье входил в состав маркграфства Франшимон Льежского епископства, получил статус города в XVII веке.

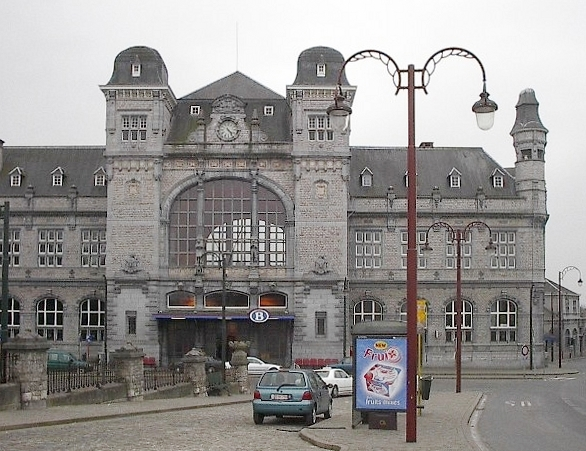
Вокзал Вервье в стиле югендштиль (1925—1930)

Существующее в округе с XV века суконное производство расцвело в XIX веке, сделав Вервье одним из важнейших промышленных центров страны. Город вошел в индустриальную долину Валлонии, основными предприятиями были шерстопрядильные и шерсточесальные фабрики, а также текстильные производства. В окрестностях города разводилась сукновальная ворсянка, шишки которой использовались в производстве, добывалась валяльная глина. Для обеспечения производств было устроено множество источников воды, сделавших город «водяной столицей Валлонии». В округе Вервье ежегодно изготовлялось около 400 тысяч кусков сукна, из которых третья часть вывозилась за границу. К середине XX века экономическое значение суконного и текстильного производств в городе заметно снизилось.
С 1923 года в Вервье проходит Конкурс скрипачей имени Анри Вьётана.
Среди известных уроженцев Вервье — бельгийский общественный деятель и философ Шапюи, Грегуар-Жозеф (1764—1794).
В 2020 году в конструкции фонтана найдено заспиртованное сердце первого мэра города Пьера Давида.